# 土橋正幸
土橋 正幸（どばし まさゆき、1935年12月5日 - 2013年8月24日）は、東京都台東区出身のプロ野球選手（投手）・コーチ・監督、解説者。
軟式野球から硬式野球に転向した異色の経歴ながら、昭和30年代（1950年代後半～1960年代前半）に東映で主力投手として活躍。現役引退後は東映→日拓→日本ハム、ヤクルトでコーチ・監督を歴任した。生粋の江戸っ子で、頑固親父的な独特のキャラクターも伴い、野球解説者としても人気を博した。

## 経歴

### 少年時代
浅草・雷門の生まれで、実家は鮮魚店だった。戦時中は千葉の幕張に疎開していたが戦後、東京に戻った中学生の時に水泳部に所属する傍ら野球と出会い、草野球チームの雷門サンダースに所属していた。
都立日本橋高校を卒業後、家業の魚屋で働く傍ら浅草にあったストリップ劇場「フランス座」（現在は「浅草フランス座演芸場東洋館」に改称）が保有していた軟式野球チームに所属していた。当初は捕手であったが、のちに投手に転向し、作家の井上ひさしともバッテリーを組んでいた。当時のフランス座は、鶴田浩二率いる鶴田ヤンガースと張り合ったチームで、読売新聞が主催する23区の軟式野球大会に出場すると、台東区の予選で優勝。後楽園球場で行われた本選では、第一戦で前年度優勝チームの府中刑務所を破った。
1954年秋に東映フライヤーズの入団テストを受ける友人に付いて行ったところ、土橋が合格し入団することになった。受験者は480名程度来ており、土橋は家業の魚屋で使うような長靴でテストに臨んだが、普通は30球ほど投げるところを10球ほど投げたところでOKが出たという。フジテレビワンツーネクストの「さらば、愛しきプロ野球…。」で本人が回顧したところによると、遠投では120メートル投じたいう。

### プロ野球時代
契約金はなく、月給は5,000円だった。合宿所の1日の食費が200円で月6,000円引かれたため、1958年まで4年間実家から毎月1万円の援助を受けていた。東映入団に対して母親は猛反対していたが、土橋は「3年間で駄目だったら帰ってくる」と約束。のち、入団3年目の1957年に初勝利を挙げ、ぎりぎりの所で約束を守っている。
二軍時代の練習は、午前10時から練習を始めて約1時間の投球練習（約150球）、次にフリーバッティングの投手を務め、それから二軍戦に登板。さらに、土橋がモノになると見込んだ投手コーチの今西錬太郎によって、居残り特訓として約2時間の投球練習を課されるなど、1日の練習時間は7,8時間に及びほとんど投げてばかりいた。しかし、この過酷な練習のおかげで、一軍に昇格した頃には目を瞑っていても外角低め・内角低めに思うままに投げられるようになっていたという。
入団3年目の1957年8月1日の近鉄戦に完封でプロ初勝利を飾ると、終幕までに5勝を挙げて頭角を現す。翌1958年には21勝（16敗）防御率2.12（リーグ6位）と東映のエースとなる。同年5月31日には当時三連覇中で流線型打線と呼ばれた強力打線を擁する西鉄相手に、1回2死で登場した四番・大下弘から三番・中西太まで9連続奪三振のNPBタイ記録（当時）。9人目の中西を三振に仕留め、10人目の大下を迎えたところで、捕手の安藤順三が「大下さん、もう一つお願いしますよ」と新記録を願ったが、大下は「ダメだダメだ」と言って、当てに行くバッティングでセカンドゴロを打ち、新記録にならなかったという。この試合では、沢村栄治の15奪三振を上回る1試合16奪三振の日本記録（当時）を樹立している。1959年にはオールスター前までに早くも20勝に到達。後半戦はペースダウンするが、杉浦忠（38勝）、稲尾和久（30勝）に次ぐ、27勝を挙げ、防御率2.36（リーグ5位）を記録した。
1960年は、開幕前の調整がうまくいかなった影響で12勝23敗と大きく負け越したものの、東映で2桁勝ったのも200投球回以上投げたのも土橋だけだった。土橋は球団から「12勝23敗だから年俸は10％ダウンだって言う。冗談じゃない。俺が一人で頑張ってんのに、何が10％だ！」。それで契約しないでいると、当時巨人のコーチであった川上哲治と選手の藤田元司から「巨人に来ねぇか？」と誘われたという。土橋によると「いろんな条件面も言ってくれてね。年俸は東映の倍だって言う。それは私だってプロだもの、心動きますよ。川上は今日はオヤジ（水原茂）は他の用事で来られないと言ってたけど、実はもうその時点で、監督が川上に替わるのは決まってたと思うな」と語っている。年が明けて土橋が東映と契約しないでいたところ、同年から東映の監督に就任した水原が「巨人の話は断った。俺は東映で契約のお金まで口出せる立場になった。だから減俸しない」と言われ東映に残留することになった。
土橋は水原について、「水原は血もない涙もない監督だった。でも、監督はそれぐらいじゃないとダメ、優勝できないね。私は結婚して、仲人、水原だったけど、シーズン中、水原と会話もなかったし、一度も褒められたことがない」と語っている。「巨人であれだけ実績を残した人が、東映へ来てまた一からチームを把握していったのだからすごい」とも語っていた。東映が「暴れん坊チーム」と呼ばれたことについては「だって山本に張本、白らがいただろう。見た目がそうだったんだよ」と笑い飛ばしていた。
1961年には30勝（16敗）防御率1.90とキャリアハイの成績を残したが、同年に稲尾和久が42勝、防御率1.69を記録したため、土橋はいずれも2位に終わるなどタイトルに関しては不運だった。1962年は17勝14敗、防御率2.38（4位）と勝ち星は伸びなかったが東映のリーグ初優勝に貢献。一方で、3度のサヨナラ本塁打による敗戦を記録している。阪神タイガースとの日本シリーズでは全7戦のうち6試合に登板し、2勝1敗、防御率1.71と活躍。バッテリーを組んだ種茂雅之とともにMVPに選ばれるが、2人同時受賞はNPB史上唯一となっている。水原から強い信頼を受けていた土橋は第1,2戦で連続先発するも、いずれも打ち込まれ連敗。水原はこれに衝撃を受けたが、「ヤツはそんなやわなピッチャーではない」と、土橋への依存は変わらず、以降はリリーフに回ってフル回転する。第3戦で5回を零封して引き分けに持ち込むと、第5戦でも4回零封の好リリーフを見せサヨナラ勝ち。甲子園球場に舞台を移した第6戦でも阪神の追い上げをかわして3回1/3を無失点に抑えて逃げ切ると、第7戦でもリリーフで登板、延長12回1死でマイク・ソロムコを三振、更にルーキーの藤井栄治を一塁ゴロに仕留め、土橋はこの試合の勝利投手及びシリーズ胴上げ投手となっている。
1963年と1964年は連続で20勝に到達し、7年連続2桁勝利を挙げた。しかし1965年は肩痛もあって4勝に終わると、1966年は復活して6月26日に6勝目を挙げるも、7月14日の近鉄戦で激痛に見舞われ、右わき腹の筋断裂で全治3カ月と診断され、以降シーズン終了まで登板なし。1967年になると右手首痛や両足のアキレス腱痛もあって未勝利に終わり、同年限りで引退した。通算162勝は球団最多記録。
元同僚で、悪役俳優の八名信夫とは仲が良かった。

### 現役引退後
引退後は、東映で二軍投手コーチ（1969年）、一軍投手コーチ（1970年 - 1971年）を務める。
東映コーチ時代には高橋善正ら5人の選手が門限を破り土橋に説教されたことがあったが、その選手の一人である松本俊一が「僕らを殴ってください」と言い出す。これを聞いた高橋は「おいおい。やめろよ」と思ったが、土橋は無言で松本を殴り、松本は4mも吹っ飛んでその後1ヶ月むち打ち症に苦しむことになり、高橋と吉田誠も殴られた。張本勲・大杉勝男ら当時の東映にいた武闘派の選手からも恐れられており、高橋は高校の後輩でもある江本孟紀に「土橋さんに5、6人ぶっ飛ばされている。5メートルぐらいぶっ飛んだ奴はいくらでもいる。」と忠告している。一方で、江本は「最近はやたら科学的なトレーニングが取り入れられているが俺は土橋さんの鬼のような特訓で成長させてもらったと思っている。それに土橋さんは怖い人だけではなく厳しさの中で愛情が感じられ、不思議と反発感情は生まれなかった。これぞ人徳だろう。今日の野球界に、土橋さんのような豪快と優しさを兼ね備えた人がいなくなったことを本当寂しく感じる。少なくとも投げられるピッチャー江本に育ててくれたのは東映であり、土橋さんだ」と評している。
1973年の前期は5位に終わり、田宮謙次郎監督の更迭を受けて同年後期から監督に昇格し、ヘッド兼打撃コーチには選手兼任で張本が就任。前期終了後にはオールスター前に長野県善光寺でサマーキャンプを実施し、後期の成績は6年ぶりの3位であったが、球団が日本ハムへ身売りし、大社義規オーナーと同じ香川県出身の三原脩が球団社長、三原の娘婿にあたる中西太が監督に就任し、土橋は解任され張本は一選手に戻った。なお、このことについて、土橋は「日拓で後期から監督になった時は、やりたくなかったのに説得されてだった。なのに球団身売りでサヨナラだからやってられねえよ」と語っている。
退団後はフジテレビ・ニッポン放送解説者（1974年 - 1983年）を務め、この間の1981年オフには契約を1年残して退団した山内一弘の後任監督としてロッテオリオンズから就任要請を受けるが、断っている。　
また、同じ頃ヤクルトスワローズは投手陣の崩壊により2年連続で最下位（1982年 - 1983年）となり、特に「投手陣の立て直し」が緊急の課題になっていたため、厳しい指導で知られる土橋に白羽の矢が立ち、一軍投手コーチとして1984年より就任。しかし4月27日に武上四郎監督は開幕から18試合消化した時点で、「8連敗を含む4勝13敗1分けという不成績の責任をとる」と言い休養、翌28日から代理監督となった中西太ヘッドコーチが同じく18試合を戦い終えた時点で、「1分けを挟む8連敗」を記録し「健康上の理由」で姿を消した。そのため5月22日からは土橋が代理監督代行（のちに代理監督）として指揮を執った。この時点で9勝25敗3分、5位横浜大洋ホエールズに4ゲーム差の最下位だった。
土橋は4月20日、「闘争心のない選手は使わない」と表明。松岡弘、井本隆、井原慎一朗の3ベテラン投手にファーム行きを命じ、6月15日から代行から正式に監督に昇格すると、一度、一軍ベンチに引き上げていた松岡に二度目のファーム行きを命じるなど、チームの体質改善に躍起となった。6月になってプロ入り5年目の大川章に初先発を命じたり（初勝利）、一度引退し打撃投手になっていた有沢賢持に現役復帰を命じたり、あらゆる策を模索し打っていた土橋は、開幕以来抑えが多かった尾花高夫を再び先発に回して投手陣の柱にし、8月には5勝2敗2セーブ、9月は5勝0敗1セーブと成果を上げその指導は見事に実った。ほか、ルーキーの高野光は10勝12敗2セーブ、梶間健一は12勝11敗2セーブをマークした。チームも8月には15勝10敗の成績を挙げ（1982年4月からずっと続いていた連続月間負け越しは18カ月でストップ）、後半戦は26勝23敗2分と巻き返す。最終成績は5位で3年連続の最下位は免れた。なお被本塁打177本、失点653、防御率4.76はいずれもリーグ最低の数字だった。打線は若松勉（打率.325でリーグ2位）、ボビー・マルカーノ（打率.300、15位）はよく打ったものの、チーム個人最多本塁打が八重樫幸雄の18本で、チーム本塁打101本は、リーグ最多の中日ドラゴンズよりも90本も少なかった。チーム盗塁数も49で、リーグ盗塁王の高木豊（大洋）の56盗塁よりも少なかった。
1985年は神谷定男を作戦コーチで招聘。若松・杉浦亨・八重樫と3割打者が生まれ、プロ16年目で初めて3割を超えた八重樫が杉浦とともにベストナインに選出された。弱体化した投手陣は実績のある尾花・梶間頼みで、2人を先発と抑えにフル回転させたが、ローテーションの頭数が足りない。急遽、アンディ・ビーンを入団させ6月に入ってから投げさせたが、わずか8試合の登板、2勝2敗（防御率7.25）の記録を残したまま肩を痛め、9月には帰国（解雇）してしまった。8月9日の対巨人戦では入団3年目の荒木大輔がプロ入り初の完封勝ち。この年はチーム防御率4.75、チーム打率.264もリーグ最低で、順位も最下位に終わった。前年まで頼りにしていたマルカーノが95試合（先発出場は80試合）しか出場できず、打率.299だったが、ホームラン、打点とも前年より下回り、衰えを見せていたものの12本塁打、51打点を記録。クリス・スミスはわずか16試合出場でホームラン0、3打点。打率.158で解雇。投手陣は荒木と、彼の同期でもある阿井英二郎が台頭、野手では新人の広澤克実を我慢して正一塁手として起用し続け、主力打者に育てた。広澤は「野村監督が強いヤクルトをつくっていった事は間違いない。ただ、忘れてはならないのは、その前に土橋監督がいて関根監督がいたということ」「今思えば土橋監督はいろいろと苦労されていたと思います。78年にリーグ優勝した時の戦力がベテランの時期にさしかかっていることでしたし、起用してもらっている僕もなかなか結果で応じることができていませんでしたね。」と語っている。また入団2年目の池山隆寛は65試合に出場、85打数12安打、二塁打3、本塁打0、打点1、三振29、打率.141だった。入団5年目の岩下正明は規定打席数には達しなかったが112試合の出場で269打数85安打、5本塁打、34打点で打率.316。若松、杉浦と並んで外野の一角を埋める活躍だった。
1986年、前年は大洋で打率3割、31本塁打、110打点をマークしたレオン・リーとマーク・ブロハードの入団で打線は充実したとの前評判であった。開幕の巨人との3連戦を全て落とし、続く本拠地・神宮球場での阪神タイガース戦に2勝1敗と勝ち越したが、ロードに出て5連敗、4月7勝14敗、5月5勝13敗2分け、6月6勝11敗1分け。5月15日、椎間板ヘルニアで梶間が登録抹消、6月10日の大洋戦で4番・杉浦が右ひざ半月板損傷でダウン、「このシーズンの復帰は無理」と言われた。阿井は43試合登板して9勝6敗1セーブで活躍、ルーキーの伊東昭光が4勝11敗、同じルーキーの矢野和哉はこの年優勝した広島東洋カープから2勝、前半戦では苦闘していた荒木もよく耐え、8勝まで勝ち星を伸ばし、ファン投票で初のオールスター出場を果たした。レオンは130試合全試合に出場、リーグ4位の打率.319、チームトップの34本塁打、97打点。ブロハートは打率.258、21本塁打、64打点と今一つだったが、優勝を広島と争っていた巨人との最終戦で槙原寛己から逆転の2ランを放ちファンの溜飲を下げた。若松は入団以来最低の打率.275に終わり、池山は65試合出場、打率.245、6本塁打。打撃コーチ兼任であった若松が入団3年目の栗山英樹のスイッチヒッターへの転向を土橋に進言したところ、「『お前にそう（スイッチに向いていると）見えるのならやってみろ』と了解し、栗山は規定打席数には達しなかったが打率3割をマークして注目された（107試合出場、打率.301、4本塁打）。若松は「栗山はその後、センターに定着して生まれ変わった」と語っている。シーズンが終わってみれば2年連続の最下位、優勝した広島には12勝14敗と善戦しながら、2位巨人、3位阪神にはともに9勝16敗1分け、5位中日には8勝16敗2分けと大きく負け越し、49勝77敗4分け、勝率.389だった。土橋は荒木の勝利で最終戦（対中日戦）を飾った翌10月17日、辞表を提出した。
退任後はフジテレビ・ニッポン放送の解説者（1987年 - 1991年）を再度務める。
1992年には古巣・日本ハムの監督に就く。ヘッドコーチに高木公男、投手コーチに新美敏を招聘。広島との交換トレードで津野浩を放出し獲得した金石昭人が14勝を挙げ、抑えの白井康勝が9勝10セーブ、野手でマット・ウィンタースが35本塁打、新人の片岡篤史が打率.290と健闘するも、武田一浩は先発、抑えにどっちつかずの起用法で気持ちが乗らなかった、借金18の5位と低迷。契約を1年残してこの年限りで解任された。当時を知る多くの人たちが明かしているように、土橋は起用法や練習方法など様々な面において選手たちから反発を買い、その責任を問われる形で1年間の契約を残して、わずか1シーズン限りで解任へと追い込まれてしまった。当時の球団常務取締役・大沢啓二によると、選手の代表、トレーナーやマネージャー、広報や通訳、いろんな裏方がみんな揃って「もう、ダメなんです。土橋監督と選手たちの関係は修復不可能なぐらいこじれちゃってるんです。」と言っており、これを聞いてやむなく土橋を解任したという。当時の日本ハムの選手からは、以下のようにコメントされている。
- 土橋さんは、本当はいい人なんですが、その表現が下手というか、選手との距離があった監督さんでした。当時のおとなしい選手たちには合わなかった。打てなかったわけではないのにオールスターが終わったらいきなりスタメン外され、プロ野球選手ですから結果が出ないじゃあ使わないなら納得するしかありませんが、このとき以外でも納得できないことが多かったんでメンタル的にだいぶやられました。実際、僕だけじゃなく、若い連中からもかなり不満が出ていましたね。監督は選手に好かれればいいというわけではありませんが、監督の動向は、選手みんながよく見ています。球界の大先輩に失礼かもしれませんが、僕自身が監督になったときの反面教師にもなりました。（大島康徳）[34]
- 投手陣を代表して、先発投手は登板翌日をオフにしてほしいとお願いし、土橋は「7回2失点以内に抑えたら」という条件付きで一度は了解した。しかし、西崎が8回2失点で抑えた試合のあとに確認しにいったら「何、言ってんだ！今日の試合は負けたじゃないか!」と怒られた。約束が違うと、土橋と喧嘩のようになってしまった。（西崎幸広）[35]
- 土橋さんの思い出はキャンプで走らされたキツさ。攻守交代の練習というのがあって、ベンチから各守備位置に全力疾走して、また戻るのを繰り返すんですよ。あの練習にはどういう意図があったんでしょうね。今の野球だとこの練習は科学的にこういう意味があると合理的な説明があるのですが、思いつきでしたよね。昭和の野球ですよ（田中幸雄）[36][37]
- とても厳格で、ユニフォームを着ているときも、脱いでいるときも厳しい方でした。そういうときにチームの成績が出るといいんですけど、成績が悪かったですから、監督がどうこうではなくチーム内は少し暗い雰囲気ではありました。（白井一幸）[38]
- 土橋さんのときに、アップでスパイクを履いて攻守交代の練習を毎日したんですよ。全員が各ポジションの定位置まで走って行って、また戻ってくるという謎の練習でした。走り込みのつもりだったのかもしれないけど、土橋さんは意図を説明してくれないから、みんなワケもわからず走っていた。当時41歳の大ベテランだった大島康徳さんは『やってらんねえよ！』って怒ってたね（武田一浩）[39]

なお、日本ハム監督時代には、土橋は退場処分を受けている（平和台野球場での試合。自軍攻撃時の一塁での判定を巡って、塁審を両手で突いたことによる）。
後任監督の招聘は難航し大沢が自ら就任した。
また、ヤクルト・日本ハムを通じて監督時代は本拠地で対戦相手の胴上げを見せつけられる事が多かった（ヤクルト時代の1985年阪神・1986年広島、日本ハム時代は1992年西武）。テリー伊藤は自身の著書の中で「怒鳴れば格好がつく無法松な『顔面突撃』監督」と評している。
その後は、みたびフジテレビ・ニッポン放送解説者としてCSを中心に評論活動を行い、フジテレビONEで放送中の『プロ野球ニュース』にも出演。一方で、プロ野球マスターズリーグの東京ドリームス監督も務めたほか、1990年代前半から2012年まで沢村賞の選考委員、2007年からは選考委員長に就任している。

### 死去
2012年9月に筋萎縮性側索硬化症の診断を受け、自宅療養を続けていた最中の2013年8月24日に東京都内の病院にて死去した。77歳没。
土橋の死後の8月27日に東京ヤクルトスワローズと北海道日本ハムファイターズでは試合前に黙祷を捧げ、選手一同が肩に喪章をつけてプレーをした。同日ヤクルト対中日ドラゴンズ戦が行われた神宮球場には半旗が掲げられた。同日のフジテレビONEで放送された「プロ野球ニュース」においては、冒頭の内容を大幅に変更して土橋と親交が深かった解説者・選手・指導者（関根潤三、大矢明彦、平松政次、谷沢健一、司会・金村義明、遠藤玲子）を迎えて土橋の追悼コーナーが行われた。

## 選手としての特徴
「江戸っ子投法」と呼ばれる余計な駆け引きをしない投球スタイルで、速いテンポでストライクをどんどん投げ込んだ。データ上でも無四球試合46は歴代4位、与四球率1.21は通算2000イニング以上投球者では歴代1位と、めったに四球を出さない投手だった。
当時のパ・リーグの覇者であった西鉄ライオンズの主力選手から、以下のような評価がある。
- スピードは僕よりあった。細かくコントロールするのではなく甘めでも打つなら打ってみろとばかりにストライクを投げ込む（稲尾和久）[16]。
- キャッチャーみたいな小さなフォームでポンポン投げてくる。スライダーもよかった（豊田泰光）[4]

## 人物
1954年秋の東映の入団テストの際に監督であった井野川利春は、1955年から審判に転向し、土橋が登板する試合で球審を務めることもあった。若手時代に土橋が井野川による投球の判定に不服な態度を見せると、試合直後に土橋は井野川に呼び止められて審判室へ連れて行かれ、コンクリート床の上に正座させられて、「お前をテストで採ったのは誰だと思っているんだ。そのオレにケチを付けるとは何事だ」「新前のくせに生意気だ」「未だ半人前のくせに」「オレのジャッジは正しいのだ」等、長々と理不尽な説教を食らったが、土橋は「ハイ、わかりました。すみません」とひたすら繰り返していたという。この件について土橋は「だって下手なんだよ本当に。まあしかし、監督だったっんだからハイハイって聞いてたよ」とコメントしている。
ヤクルト監督時代には、土橋のその江戸っ子風の頑固親父的な雰囲気がその当時の下町的な球団イメージと合っていたためか、チーム成績は芳しくなかったにもかかわらず人気があった。フジテレビの「珍プレー好プレー」でも別に土橋本人は特別に何かをしているわけではないのに「俺が土橋だ」的なコーナーがあった。
江戸っ子の土橋は、「ひ」を「し」と発音する。「プロ野球ニュース」の解説をしていた時、土橋は広島（カープ）を「しろしま」と発音した。それをアナウンサーに指摘されると怒ってしまい、土橋は以後「カープ」としか呼ばなくなった。
「プロ野球ニュース」解説者の谷沢健一とは、犬猿の仲とされた。「プロ野球ニュース」の軟式野球の試合で、アキレス腱を切った土橋に対して、谷沢が「酔って階段から落ちて切った」とおちょくったのがその始まりである。その後、番組中でも色々やりとりがあり、2006年シーズンオフの企画では、トーク内で土橋に茶々を入れた谷沢に対し、本番中にもかかわらず土橋が激昂した。一方で、2008年にも共演している。その後も、2011年12月24日放送の「プロ野球ニュース 2011 総まとめスペシャル」には、隣席で出演し、谷沢が「土橋さんに突っこめるのは僕だけ。」との趣旨の発言をしていたことから、仲直りしていたと見られる。2012年のオールスター時の「プロ野球ニュース」では、土橋が「谷沢さんとも勝負したかったね。」と語っている。
フジテレビ系「殿様のフェロモン」にゲスト出演した際に、土橋がナインティナインをだますという内容で進行し、特に理由も無くナインティナインの岡村隆史の顔面にパイをぶつけた。だまされた側の岡村は「土橋!」と数回呼び捨てにしたところ、収録後のエレベーター内で「お疲れさまでした」と挨拶した岡村に怒りを露にし（岡村曰く「てめえ、このやろう。誰に土橋って言ってんだよ!」と凄い剣幕で怒鳴ってきたという）、放送終了後に番組スタッフが土橋とその関係者に謝罪するまでに発展した。これに関して、野球に疎い岡村は、当初「ナインティナインのオールナイトニッポン」で「呼び捨てしたのは、お笑いだから」「土橋は野球がうまかったのか?」と相方の矢部浩之に同調を促していた。しかし、2009年の書籍『ナインティナインのオールナイトニッ本 Vol.1』の付属CDでナインティナインはこの当時を回想し、岡村は「あれは完全に、私が言っている事が間違っている」とこの一件について反省し、謝罪している。
大の麻雀好きでもあり、西崎幸広は「日ハムの監督時代、遠征で試合後ホテルに戻ると土橋がすぐに雀荘に向かってしまうため、コーチ陣が後を追いかけ、結局雀荘で試合後のミーティングを行うのが常だった」と証言している。1996年に、フジテレビ「THEわれめDEポン」を題材としたゲーム「芸能人対局THEわれめDEポン」が発売された際には、対局相手の一人としてゲーム内に登場した。

## 詳細情報

### 年度別投手成績
| 年 度      | 球 団      | 登 板 | 先 発 | 完 投 | 完 封 | 無 四 球 | 勝 利 | 敗 戦 | セ 丨 ブ | ホ 丨 ル ド | 勝 率 | 打 者 | 投 球 回 | 被 安 打 | 被 本 塁 打 | 与 四 球 | 敬 遠 | 与 死 球 | 奪 三 振 | 暴 投 | ボ 丨 ク | 失 点 | 自 責 点 | 防 御 率 | W H I P |
| ---------- | ---------- | ----- | ----- | ----- | ----- | -------- | ----- | ----- | -------- | ----------- | ----- | ----- | -------- | -------- | ----------- | -------- | ----- | -------- | -------- | ----- | -------- | ----- | -------- | -------- | ------- |
| 1956       | 東映       | 4     | 2     | 0     | 0     | 0        | 0     | 1     | --       | --          | .000  | 29    | 6.1      | 9        | 1           | 2        | 0     | 1        | 3        | 0     | 0        | 8     | 8        | 10.29    | 1.74    |
| 1957       | 東映       | 26    | 6     | 3     | 1     | 0        | 5     | 2     | --       | --          | .714  | 386   | 97.1     | 79       | 2           | 21       | 0     | 4        | 74       | 1     | 0        | 31    | 27       | 2.48     | 1.03    |
| 1958       | 東映       | 54    | 28    | 18    | 6     | 4        | 21    | 16    | --       | --          | .568  | 1202  | 309.2    | 239      | 18          | 53       | 6     | 6        | 222      | 3     | 0        | 97    | 73       | 2.12     | 0.94    |
| 1959       | 東映       | 63    | 34    | 21    | 1     | 10       | 27    | 16    | --       | --          | .628  | 1336  | 339.0    | 293      | 23          | 43       | 6     | 4        | 217      | 2     | 0        | 101   | 89       | 2.36     | 0.99    |
| 1960       | 東映       | 44    | 32    | 17    | 1     | 6        | 12    | 23    | --       | --          | .343  | 1076  | 263.1    | 258      | 19          | 39       | 4     | 7        | 193      | 1     | 0        | 113   | 92       | 3.14     | 1.13    |
| 1961       | 東映       | 63    | 37    | 25    | 9     | 10       | 30    | 16    | --       | --          | .652  | 1538  | 393.0    | 313      | 23          | 45       | 5     | 6        | 298      | 2     | 0        | 111   | 83       | 1.90     | 0.91    |
| 1962       | 東映       | 48    | 30    | 14    | 4     | 7        | 17    | 14    | --       | --          | .548  | 1084  | 272.0    | 256      | 12          | 24       | 3     | 2        | 140      | 0     | 0        | 89    | 72       | 2.38     | 1.03    |
| 1963       | 東映       | 53    | 32    | 15    | 1     | 5        | 20    | 16    | --       | --          | .556  | 1210  | 301.0    | 279      | 31          | 36       | 2     | 13       | 169      | 1     | 0        | 128   | 102      | 3.05     | 1.05    |
| 1964       | 東映       | 48    | 35    | 12    | 3     | 0        | 20    | 15    | --       | --          | .571  | 1102  | 270.1    | 250      | 20          | 46       | 1     | 8        | 132      | 1     | 1        | 113   | 99       | 3.30     | 1.09    |
| 1965       | 東映       | 24    | 17    | 3     | 0     | 0        | 4     | 10    | --       | --          | .286  | 551   | 129.0    | 148      | 9           | 20       | 3     | 2        | 67       | 1     | 0        | 68    | 59       | 4.12     | 1.30    |
| 1966       | 東映       | 19    | 15    | 6     | 2     | 4        | 6     | 6     | --       | --          | .500  | 472   | 122.1    | 97       | 11          | 9        | 0     | 1        | 43       | 0     | 0        | 33    | 31       | 2.29     | 0.87    |
| 1967       | 東映       | 9     | 0     | 0     | 0     | 0        | 0     | 0     | --       | --          | ----  | 62    | 15.0     | 16       | 3           | 1        | 0     | 0        | 4        | 0     | 0        | 9     | 9        | 5.40     | 1.13    |
| 通算：12年 | 通算：12年 | 455   | 268   | 134   | 28    | 46       | 162   | 135   | --       | --          | .545  | 10048 | 2518.1   | 2237     | 172         | 339      | 30    | 54       | 1562     | 12    | 1        | 901   | 744      | 2.66     | 1.02    |

- 各年度の太字はリーグ最高

### 年度別監督成績
| 年 度     | 球 団     | 順 位     | 試 合 | 勝 利 | 敗 戦 | 引 分 | 勝 率 | ゲ ｜ ム 差 | 本 塁 打   | 打 率      | 防 御 率   | 年 齡      |
| --------- | --------- | --------- | ----- | ----- | ----- | ----- | ----- | ----------- | ---------- | ---------- | ---------- | ---------- |
| 1973年    | 日拓      | 5位       | 130   | 55    | 69    | 6     | .444  | 5位・3位    | 133        | .254       | 3.97       | 38歳       |
| 1984年    | ヤクルト  | 5位       | 130   | 51    | 71    | 8     | .418  | 25          | 101        | .264       | 4.76       | 49歳       |
| 1985年    | ヤクルト  | 6位       | 130   | 46    | 74    | 10    | .383  | 26.5        | 143        | .264       | 4.75       | 50歳       |
| 1986年    | ヤクルト  | 6位       | 130   | 49    | 77    | 4     | .389  | 27.5        | 119        | .252       | 4.27       | 51歳       |
| 1992年    | 日本ハム  | 5位       | 130   | 54    | 73    | 3     | .425  | 26          | 99         | .259       | 4.20       | 57歳       |
| 通算：5年 | 通算：5年 | 通算：5年 | 549   | 221   | 303   | 25    | .422  | Bクラス3回  | Bクラス3回 | Bクラス3回 | Bクラス3回 | Bクラス3回 |

- ※1 1973年から1996年までは130試合制
- ※2 1973年から1982年までは前後期制のため、ゲーム差欄は前期順位・後期順位の順に表示
- ※3 1973年、田宮謙次郎監督の退任に伴い、後期開幕(7月27日)から監督に就任(65試合30勝32敗3分)
- ※4 1984年、武上四郎監督休養後の中西太監督代行が休養した5月22日から監督代行。6月15日監督に就任(94試合42勝47敗5分)
- ※5 通算成績は、実際に指揮した試合

### 表彰
- 日本シリーズMVP：1回 （1962年）

### 記録
- 連続奪三振：9、1958年5月31日対西鉄ライオンズ戦（駒沢球場） ※NPB歴代2位タイ記録
- 連続イニング無四球：56回、1961年7月29日 - 8月23日。51回2/3、1959年6月28日 - 7月16日
- 通算与四球率：1.21（投球回2518.1／与四球339） ※NPB記録（2000投球回以上）
- 日本シリーズ1シリーズ登板数：6、1962年 ※NPBタイ記録
- オールスターゲーム出場：7回（1958年 - 1964年）

### 背番号
- 51 （1955年）
- 48 （1956年 - 1957年）
- 21 （1958年 - 1967年）
- 61 （1969年 - 1970年）
- 73 （1971年 - 1973年）
- 74 （1984年 - 1985年）
- 81 （1986年）
- 72 （1992年）

## 関連情報

### 出演番組
- プロ野球ニュース（フジテレビ・ニッポン放送解説者時代から出演　CS版の「番組専属」扱い）
- 野球道（フジテレビ系列） - かつてフジテレビ解説者として出演していた中継の現行統一タイトル。テレビ新広島など系列局制作中継にも出演
- ニッポン放送ショウアップナイター
- 月曜ドラマランド「野球狂の詩」（1985年1月7日、特別出演）
- とんねるずのみなさんのおかげです - おかげです定時制高校野球部（生徒「ハイタツ」役）、涙目怪人選手権（審査員）

### CM
- 明星食品「明星チャルメラのりラーメン」（もたいまさこと共演）[49]